# 알렌청서
알렌청서(학명 : Sciurus alleni)는 다람쥐과 청서속에 속하는 설치류의 일종이다. 멕시코 북부 지역의 토착종이다. 알려진 아종은 없다.

## 특징
알렌청서는 겉모습이 동부회색청서와 아주 많이 닮았다. 등 쪽은 갈색빛 회색 또는 균질한 갈색빛 노랑을 띤다. 몸길이는 약 46~47cm이다.